# Louis Michel
Louis Michel (Tienen, Bèlgica 1947) és un polític belga que fou ministre al seu país i Comissari Europeu de Desenvolupament i Ajuda Humanitària a la Comissió Barroso. De 2009 a 2019 va ser diputat al Parlament Europeu.
En la tradició belga de dinasties a ambdós costats de la frontera lingüística i a totes les famílies polítiques, és pare del també polític i ministre belga Charles Michel. És francmacó.

## Biografia
Va néixer el 2 de setembre de 1947 a la ciutat de Tienen a la província de Brabant Flamenc. Va estudiar llengües germàniques i va esdevenir professor de neerlandès, alemany i anglès al Centre provincial d'ensenyament pedagògic (CEPES) a Jodoigne.

## Activitat política
El 1967 va esdevenir president dels Joves Liberals, l'ala dels joves de l'aleshores unitarista Partit per la Llibertat i el Progrés (PLP) al districte de Nivelles. L'any 1977 va esdevenir regidor del consell municipal de Jodoigne pel Mouvement Réformateur (MR), partit francòfon i liberal, nascut de l'escissió el 1971 del PLP en dues ales, una de parla neerlandesa i una de parla francesa. L'any 1983 va esdevenir burgmestre de la mateixa localitat. Entre 1980 i 1982 fou secretari general del MR i de 1982 a 1990 president, càrrec que va repetir de 1995 a 1999.
El 1978 fou escollit membre del Parlament Federal Belga, escó que no abandonà fins al 2004, primer com a diputat i des de 1999 com a senador. L'any 1999, en el govern del primer ministre de Bèlgica Guy Verhofstadt, fou ministre d'exteriors i viceprimer ministre, càrrec que va ocupar fins al 2004.
Aquell any esdevé membre de la Convenció per al futur d'Europa que decidí el text de la Constitució Europea. El juliol de 2004 fou nomenat commissari europeu de la Comissió Prodi en substitució de Philippe Busquin. El novembre 2004 hi fou nomenat Comissari Europeu de Desenvolupament i Ajuda Humanitària.
Deixà aquest càrrec després que fou elegit membre del Parlament Europeu el 17 de juliol de 2009. El 2010, la seva defensa de la política colonial del rei dels belgues Leopold II va ser controvertida.